# Cordwainer Smith
Paul Myron Anthony Linebarger (Milwaukee, 11 de Julho de 1913 – Baltimore, 6 de Agosto de 1966) mais conhecido por seu pseudônimo Cordwainer Smith, foi um norte-americano conhecido por suas obras de ficção científica. Linebarger era um oficial do Exército dos EUA, um notável estudioso do Leste Asiático e um especialista em guerra psicológica. Embora sua carreira como escritor tenha sido encurtada por sua morte aos 53 anos, ele é considerado um dos autores de ficção científica mais influentes e talentosos.

## Carreira
e 1937 a 1946, Linebarger ocupou um cargo de professor na Duke University, onde começou a produzir trabalhos altamente conceituados sobre assuntos do Extremo Oriente.
Enquanto mantinha seu cargo de professor na Duke após o início da Segunda Guerra Mundial, Linebarger começou a servir como segundo-tenente do Exército dos Estados Unidos, onde esteve envolvido na criação do Escritório de Informação de Guerra dos Estados Unidos e do Operation Planning and Intelligence Board. Ele também ajudou a organizar a primeira seção de guerra psicológica do exército. Em 1943, ele foi enviado à China para coordenar operações de inteligência militar. Mais tarde, quando ele buscou seu interesse na China, Linebarger tornou-se um confidente próximo de Chiang Kai-shek. No final da guerra, ele havia subido ao posto de major.
Em 1947, Linebarger mudou-se para a Escola de Estudos Internacionais Avançados da Universidade Johns Hopkins em Washington, D.C., onde atuou como Professor de Estudos Asiáticos. Ele usou suas experiências na guerra para escrever o livro Psychological Warfare (1948), considerado por muitos da área como um texto clássico.
Ele acabou subindo para o posto de coronel da reserva. Ele foi chamado de volta para aconselhar as forças britânicas na Emergência Malaia e o Oitavo Exército dos Estados Unidos na Guerra da Coréia. Embora fosse conhecido por se autodenominar um "visitante de pequenas guerras", ele se absteve de se envolver na Guerra do Vietnã, mas é conhecido por ter trabalhado para a Agência Central de Inteligência. Em 1969, o oficial da CIA Miles Copeland Jr. escreveu que Linebarger era "talvez o principal praticante da propaganda 'negra' e 'cinza' no mundo ocidental". De acordo com Joseph Burkholder Smith, um ex-agente da CIA, ele dava aulas de guerra psicológica para agentes da CIA em sua casa em Washington sob o disfarce de seu cargo na Escola de Estudos Internacionais Avançados. Ele viajou extensivamente e tornou-se membro da Associação de Política Externa, e foi chamado para aconselhar o presidente John F. Kennedy.

## Não-ficção publicada
- The Political Doctrines of Sun Yat-Sen: An Exposition of the San Min Chu I (1937)
- Government in Republican China (1938)
- The China of Chiang K'ai-shek: A Political Study (1941)
- Psychological Warfare (1948; revised second edition, 1954 - online)
- Foreign milieux (HBM 200/1) (1951)
- Immediate improvement of theater-level psychological warfare in the Far East (1951)
- Far Eastern Government and Politics: China and Japan (1954; com Djang Chu e Ardath W. Burks)
- "Draft statement of a ten-year China and Indochina policy, 1956–1966" (1956)
- Essays on military psychological operations (1966)

## Romances inéditos
- 1939 (reescrito em 1947) General Death
- 1946 Journey in Search of a Destination
- 1947-1948 The Dead Can Bite (a.k.a. Sarmantia)

## Ficção publicada

### Histórias curtas
Os títulos marcados com um asterisco * são histórias independentes e não relacionadas ao universo da Instrumentalidade.
- "War No. 81-Q" (coversão original, junho de 1928) *
- "Scanners Live in Vain" (Junho1950)
- "The Game of Rat and Dragon" (Outubro 1955)
- "Mark Elf" (May 1957)
- "The Burning of the Brain" (Outubro 1958)
- "Western Science Is So Wonderful" (Dezembro1958) *
- "No, No, Not Rogov!" (Fevereiro 1959)
- "Nancy" (March 1959) *
- "When the People Fell" (Abril 1959)
- "Golden the Ship Was—Oh! Oh! Oh!" (Abril 1959)
- "Angerhelm" (Junho1959) *
- "The Fife Of Bodhidharma" (Junho1959) *
- "The Lady Who Sailed The Soul" (Abril 1960)
- "Alpha Ralpha Boulevard" (Junho1961)
- "Mother Hitton's Littul Kittons" (Junho1961)
- "A Planet Named Shayol" (Outubro 1961)
- "From Gustible's Planet"(July 1962)
- "The Ballad of Lost C'Mell" (Outubro 1962)
- "Think Blue, Count Two" (Fevereiro 1963)

- As histórias que compõem a coleção Quest of the Three Worlds:
  - "On the Gem Planet" (Outubro 1963)
  - "On the Storm Planet" (Fevereiro 1965)
  - "On the Sand Planet" (Dezembro1965)
  - "Three to a Given Star" (Outubro 1965)
- "Drunkboat" (Outubro 1963)
- "The Good Friends" (Outubro 1963) *
- "The Boy Who Bought Old Earth" (The first half of "Norstrilia", Abril 1964, adapted into "The Planet Buyer")
- "The Store Of Heart's Desire" (The second half of "Norstrilia", Maio 1964, adapted into "The Underpeople")
- "The Crime and the Glory of Commander Suzdal" (Maio 1964)
- "The Dead Lady of Clown Town" (Agosto 1964)
- "Under Old Earth" (Fevereiro 1966)
- "Down to a Sunless Sea" (Outubro 1975) (com Genevieve Linebarger)
- "The Queen of the Afternoon" (Abril 1978)
- "The Colonel Came Back from the Nothing-at-All" (Maio 1979)
- "Himself in Anachron" (1993) (completado por Genevieve Linebarger)
- "War No. 81-Q" (versão reescrita, 1993)

### Livros
- Ria (1947;  escrevendo como "Felix C. Forrest")
- Carola (1948;  escrevendo como "Felix C. Forrest")
- Atomsk: A Novel of Suspense (1949;  escrevendo como "Carmichael Smith")
- You Will Never Be The Same (1963, coleção de contos de ficção científica)
- The Planet Buyer (1964; first half of Norstrilia, com algum rearranjo)
- Space Lords (1965; contos de ficção científica)
- Quest of the Three Worlds (1966; quatro novelas de ficção científica relacionadas)
- The Underpeople (1968; segunda metade de Norstrilia, com algum rearranjo)
- Under Old Earth and Other Explorations (1970; contos de ficção científica)
- Stardreamer (1971; contos de ficção científica)

- Norstrilia (1975; primeira publicação completa na forma pretendida)
- The Best of Cordwainer Smith (1975; contos de ficção científica)
- The Instrumentality of Mankind (1979; contos de ficção científica)
- The Rediscovery of Man (1993; compilação definitiva e completa de pequenos escritos de ficção científica)
- Norstrilia (1994; edição corrigida com textos variantes)
- We the Underpeople (2006;  coleção de 5 contos da Instrumentalidade da Humanidade e o romance Norstrilia)
- When the People Fell (2007; coleção de muitos contos da Instrumentalidade da Humanidade, incluindo todos aqueles previamente coletados em Quest of the Three Worlds)